# Phattharaphon Kangsopa
Phattharaphon Kangsopa (thailändisch ภัทรภณ กางโสภา, * 25. Mai 1996), auch als Ko bekannt, ist ein thailändischer Fußballspieler.

## Karriere
Phattharaphon Kangsopa spielte bis 2017 in der zweiten Mannschaft des Erstligisten Suphanburi FC aus Suphanburi. Mit der B-Mannschaft spielte er in der vierten Liga, der Thai League 4, in der West-Region. Mit dem Club wurde er Meister der Liga. 2018 wechselte er in die erste Mannschaft, die in der ersten Liga, der Thai League, spielte. Hier absolvierte er drei Spiele. 2019 nahm ihn der Zweitligist Air Force Central unter Vertrag. Für den Bangkoker Verein spielte er 32-mal in der Thai League 2. Ende 2019 gab die Air Force bekannt, dass man sich aus dem Ligabetrieb zurückzieht. 2020 unterschrieb er wieder einen Vertrag bei seinem ehemaligen Verein Suphanburi FC. Hier kam er bis Dezember zweimal in der ersten Liga zum Einsatz. Ende Dezember 2020 unterschrieb er einen Vertrag beim Zweitligisten Lampang FC in Lampang. Nach einer Saison wechselte er zu Saisonbeginn 2021/22 zum ebenfalls in der zweiten Liga spielenden Khon Kaen FC. Am Ende der Saison 2021/22 musste er mit dem Verein aus Khon Kaen als Tabellenvorletzter in die dritte Liga absteigen. Nach dem Abstieg verließ er den Verein und schloss sich dem Zweitligaaufsteiger Uthai Thani FC an. Mit dem Verein aus Uthai Thani wurde er am Saisonende Tabellendritter und qualifizierte sich somit zu den Aufstiegsspielen zur ersten Liga. Hier konnte man sich im Finale gegen den Customs United FC durchsetzen und stieg in die erste Liga auf. Für Uthai Thani bestritt er 20 Ligaspiele. Nach Ende der Saison wurde sein Vertrag in Uthai Thani nicht verlängert. Anfang August 2023 wurde er vom Zweitligisten Customs United FC unter Vertrag genommen. Am Ende der Saison 2023/24 belegte er mit dem Klub den vorletzten Tabellenplatz und musste somit in die dritte Liga absteigen. Nach dem Abstieg verließ er die Customs und schloss sich im Juli 2024 dem Zweitligisten Chanthaburi FC an.

## Erfolge
Suphanburi FC U23
- Thai League 4 – West: 2017